# Anthony Fantano
Anthony Fantano (Wolcott, 28 ottobre 1985) è uno youtuber statunitense che gestisce il sito e canale YouTube The Needle Drop, tramite cui recensisce musica di ogni genere e discute di diversi argomenti legati al mondo della musica.

## Carriera

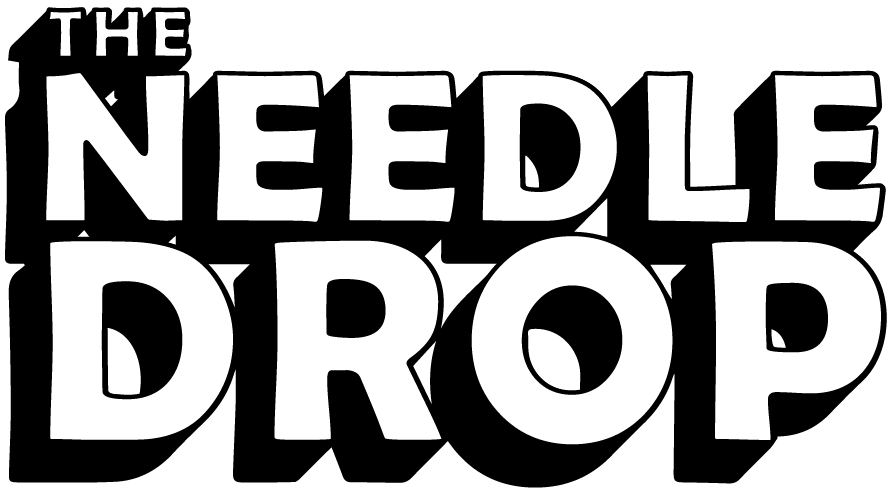
Il logo di The Needle Drop

Fantano ha iniziato la sua carriera a metà degli anni 2000 come direttore musicale per la stazione radio del college della Southern Connecticut State University.
Nel 2007, Fantano ha iniziato a lavorare alla Connecticut Public Radio, dove ha condotto The Needle Drop. Nello stesso anno, ha lanciato The Needle Drop sotto forma di recensioni scritte, diventate infine recensioni video all'inizio del 2009. La recensione di Fantano per l'album del 2010 di Flying Lotus Cosmogramma, che apparve accanto ad altri video di Flying Lotus nella sezione "Video in primo piano" di YouTube, lo ha convinto dell'utilità continuare a fare recensioni di video sulla piattaforma.  Nel 2010, Fantano ha rimosso le recensioni pubblicate fino a quel momento che contenevano clip musicali, per evitare violazioni del Digital Millennium Copyright Act.  A quel tempo, stava lavorando a The Needle Drop alla stazione radio del college e in una pizzeria. Alla fine del 2011, ha deciso di dedicarsi a The Needle Drop a tempo pieno, ma ha mantenuto l'affiliazione con la Connecticut Public Radio fino al 2014.
The Needle Drop ha vinto gli O Music Awards 2011 nella categoria "Beyond the Blog". A Fantano è stato offerto uno show di recensioni musicali su Adult Swim, ma il progetto non è andato in porto. Secondo il corrispondente culturale del New York Times Joe Coscarelli, Fantano ha portato con successo una "vecchia arte in un nuovo mezzo" e ha rivitalizzato il formato delle recensioni discografiche per una generazione più giovane di consumatori di musica. Successivamente, nel settembre 2020, sempre sul New York Times, Joe Coscarelli ha osservato che Fantano è "probabilmente il critico musicale più popolare rimasto in piedi". Nel 2019, Fantano ha creato una raccolta di beneficenza, vendendo The Needle Drop LP, che consiste in una raccolta musicale di "artisti che sono stati presenti sul sito o recensiti favorevolmente in passato". I profitti dell'album sono stati donati all'organizzazione no-profit The Immigrant Legal Resource Center. Fantano ha anche avuto un ruolo cameo nel video di Lil Nas X per il remix di Young Thug e Mason Ramsey di "Old Town Road ", apparendo come lavoratore per l'installazione militare dell'Area 51 (un riferimento al meme "Storm Area 51").
Il 15 settembre 2022, Fantano ha caricato un video sul suo secondo canale affermando che Drake gli aveva inviato messaggi privati su Instagram, consigliando specificamente a Fantano una ricetta di biscotti vegani. Un giorno dopo, Drake ha rivelato il contenuto effettivo del suo messaggio a Fantano su Instagram Stories come un diss nei suoi confronti. Fantano ha poi rivelato il suo stupore in una diretta su Instagram.
Nel corso della sua carriera su YouTube, Fantano ha ricevuto molte critiche per quanto riguarda i suoi voti su determinati album, tra gli episodi più controversi ci sono:
My Beautiful Dark Twisted Fantasy di Kanye West (Voto: 6)
House Of Balloons di The Weeknd (Voto: 3, successivamente alzato)
2014 Forest Hills Drive di J.Cole (Voto: 6)
DAMN. di Kendrick Lamar (Voto: 7, successivamente abbassato)
17 di XXXTentacion (Voto: 2)
Tra gli album che Fantano considera perfetti (ovvero dei 10/10) ci sono:
Kendrick Lamar - To Pimp A Butterfly
KIDS SEE GHOSTS - KIDS SEE GHOSTS
Swans - To Be Kind
Death Grips - The Money Store
Daughters - You Won't Get What You Want
Spellling - The Turning Wheel
Lingua Ignota - Sinner Get Ready
Charli XCX - Brat
Clipse - Let God Sort Em Out
Album ai quali non esiste un video dedicato ma più volte citati come 10/10:
Kate Bush - Hounds Of Love
Kanye West - The College Dropout
Björk - Vespertine
The Beatles - Abbey Road
Miles Davis - Bitches Brew
Marvin Gaye - What's Going On

## Controversie
Per guadagnare abbastanza soldi per pagare il suo editor Austin Walsh, a novembre 2016, Fantano aveva iniziato a pubblicare più regolarmente su un canale YouTube secondario, "thatistheplan", su cui recensiva meme e registrava "video spesso irriverenti che non rientrano nel formato delle recensioni discografiche", secondo Spin. Questo canale secondario è stato oggetto di una polemica nell'ottobre 2017, quando un articolo pubblicato su The Fader ha accusato Fantano di promuovere sentimenti alt-right nei video su "thatistheplan". Fantano è stato successivamente criticato per l'uso dei meme di Pepe the Frog (che era stato da poco etichettato come simbolo di alt-right) e per aver preso di mira il mondo femminista. Dopo che l'articolo è stato pubblicato, diverse date del tour americano di "The Needle Drop" sono state cancellate, con almeno un sito di prenotazione dei biglietti per una data del tour, in particolare quella di Brooklyn, che affermava che la loro cancellazione era dovuta all'articolo di Fader.
Fantano ha risposto con un video definendo l'articolo critico un "hit job". Ha contestato le accuse di simpatizzare con l'alt right e ha affermato che i video in questione erano satirici. L'articolo è stato successivamente cancellato da The Fader, con entrambe le parti che hanno affermato che le controversie erano state risolte. In una successiva intervista, Fantano ha riconosciuto che erano presenti una serie di spettatori "maschi, sporchi, di mentalità chiusa, giovani e aggressivi" sul canale "thatistheplan" e ha sconfessato quello che vedeva come il lato "tossico e problematico" dell'umorismo su Internet, affermando che l'incidente lo aveva portato ad essere più esplicito nella sua difesa delle questioni di giustizia sociale.

## Vita privata

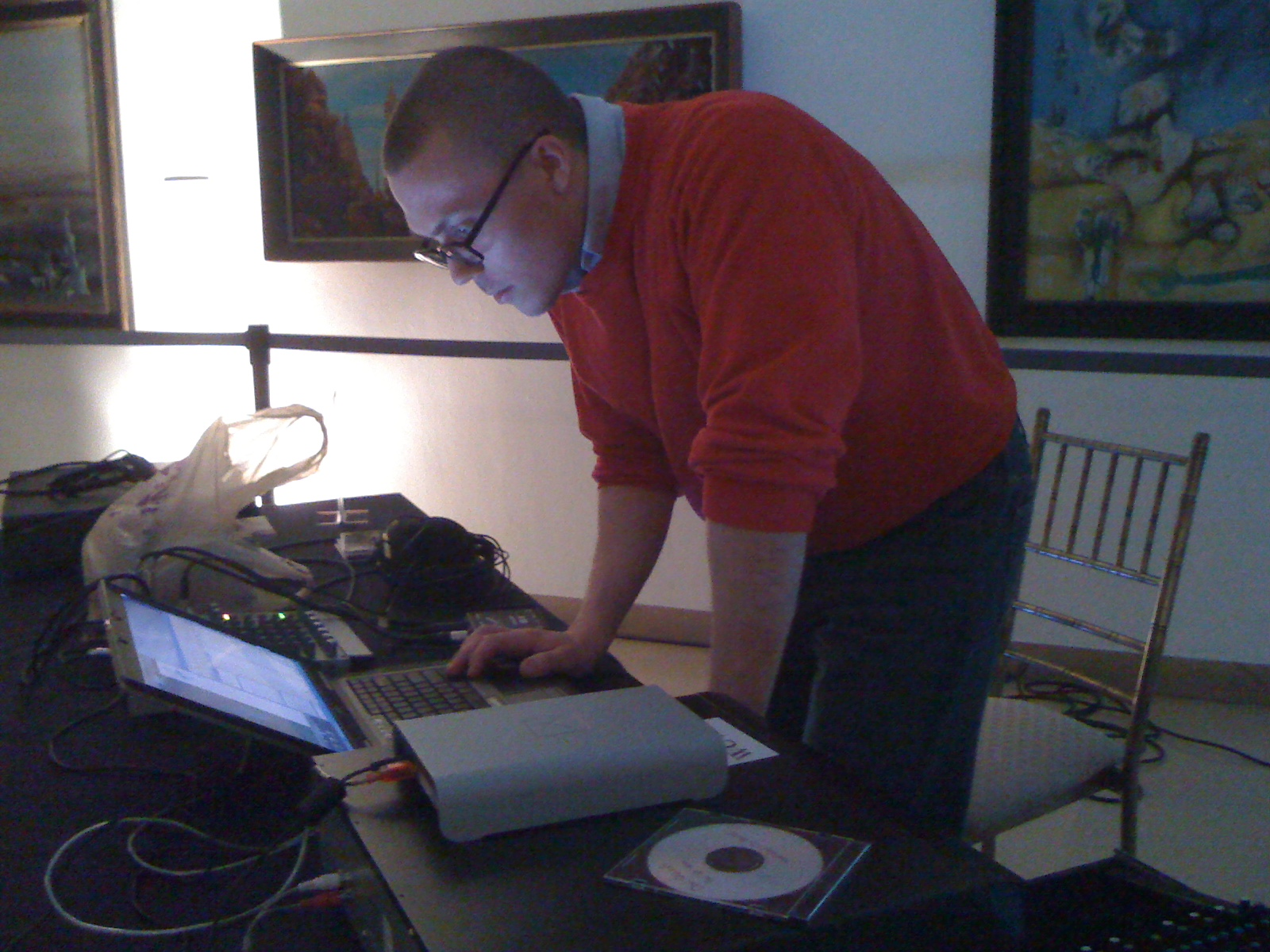
Fantano nel 2010

Fantano è nato nel Connecticut ed è di origini siciliane. Ha trascorso la sua adolescenza a Wolcott, nel Connecticut.
Anthony ha incontrato sua moglie, Dominique Boxley, online nel 2008.

## Discografia
Album
- Taiga (2009)  (come bassista)[15]
- Anthony FanFiction Vol.1 (2015)

Apparizioni come ospite
- "21 & Jaded" su Never Forget Where You Came From di Goody Grace (2021)[16] (come bassista)

### Nel ruolo di Cal Chuchesta
Mixtape
- The New CALassic (2015)

Singoli
- "Cal 2 B" (2013)
- "Mykey Come Back" (2015)

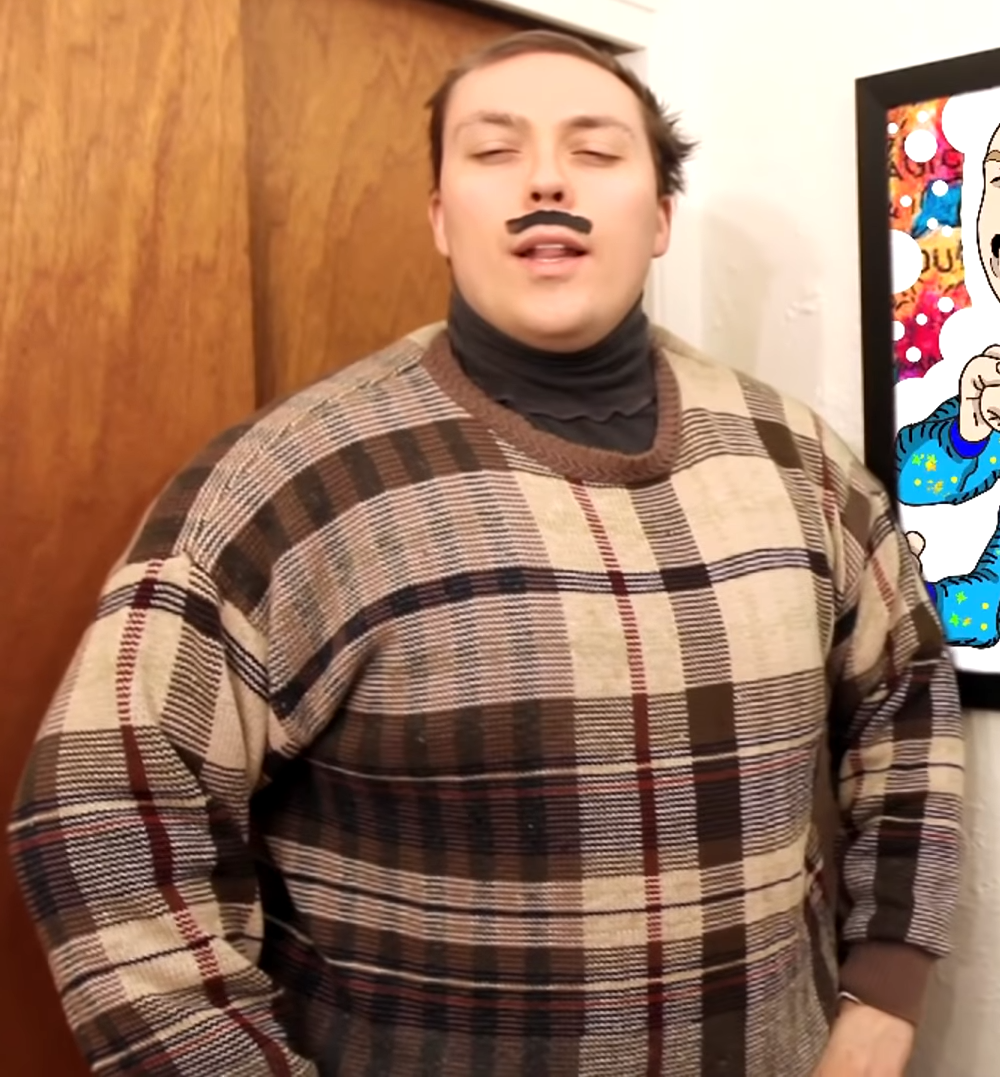
Fantano nel ruolo del suo alter-ego Cal Chuchesta

- "Panda (Remix)" con Pink Guy e NFKRZ (2016)
- "Coin Star" (2018)
- "Don't Talk to Me" con Fellatia Geisha (2018)
- "Slap Chop" (2018)
- "On Deck Freestyle" (2018)
- "I'm in the Club (Lookin' for Some Love)" con Joycie (2018)
- "Advice" con Rob Scallon (2018)
- "Rubber Duck (Pickup Truck)" (2019)
- "Best Teef?" (2019)
- " East (Remix)" (2020)
- "The Needle Drop Theme" (2010)